# 恩甘威·美扬博
恩甘威·美扬博（英語：Ngandwe Miyambo，1983年9月29日—），贊比亞女子羽毛球運動員。

## 簡歷
2015年12月，恩甘威·美扬博出戰博茨瓦納羽毛球國際賽，與伊丽莎白·切佩莱米合作拿得女子雙打比賽亞軍。

## 主要比賽成績
只列出曾進入準決賽的國際賽事成績：
| 年份   | 賽事                   | 公開賽級別 | 項目     | 搭檔               | 成績   |
| ------ | ---------------------- | ---------- | -------- | ------------------ | ------ |
| 2015年 | 贊比亞羽毛球國際賽     | 國際系列賽 | 女子雙打 | Delphine Nakanyika | 準決賽 |
| 2015年 | 博茨瓦納羽毛球國際賽   | 國際系列賽 | 女子雙打 | 伊丽莎白·切佩莱米  | 亞軍   |
| 2016年 | 贊比亞羽毛球國際賽     | 國際系列賽 | 女子雙打 | 伊丽莎白·切佩莱米  | 亞軍   |
| 2016年 | 博茨瓦納羽毛球國際賽   | 國際系列賽 | 女子雙打 | 伊丽莎白·切佩莱米  | 準決賽 |
| 2017年 | 非洲羽毛球錦標賽       | 其他       | 混合團體 | －                 | 季軍   |
| 2017年 | 埃塞俄比亞羽毛球國際賽 | 國際系列賽 | 女子雙打 | 伊丽莎白·切佩莱米  | 準決賽 |
| 2017年 | 贊比亞羽毛球國際賽     | 國際系列賽 | 女子雙打 | 伊丽莎白·切佩莱米  | 準決賽 |
| 2018年 | 博茨瓦納羽毛球國際賽   | 未來系列賽 | 女子單打 | －                 | 準決賽 |
| 2018年 | 博茨瓦納羽毛球國際賽   | 未來系列賽 | 女子雙打 | 伊丽莎白·切佩莱米  | 準決賽 |
| 2018年 | 贊比亞羽毛球國際賽     | 未來系列賽 | 女子雙打 | 伊丽莎白·切佩莱米  | 準決賽 |
| 2019年 | 波札那羽毛球國際賽     | 未來系列賽 | 女子雙打 | 伊莉莎白·切佩萊米  | 準決賽 |

| 2007-2017年 | 首要超級賽 | 超級賽 | 黃金大獎賽 | 大獎賽 | 國際挑戰賽 | 國際系列賽 | 未來系列賽 | 其他 |

| 2018-2026年 | 總決賽 | 超級1000賽 | 超級750賽 | 超級500賽 | 超級300賽 | 超級100賽 | 國際挑戰賽 | 國際系列賽 | 未來系列賽 | 其他 |